# Konvexe Fläche (Mathematik)
Eine konvexe Fläche (von lateinisch convexus ‚nach oben oder unten gewölbt‘) ist in der Mathematik die Menge oder eine zusammenhängende Teilmenge der nicht-inneren Punkte (umgangssprachlich:die Oberfläche) eines konvexen Körpers, der wiederum als eine abgeschlossene und beschränkte konvexe Menge (als Teilmenge eines euklidischen Raums) definiert ist. Diese Definition gilt für beliebig ganzzahlig dimensionale Körper und schließt ebene Flächen mit ein.
Anschaulich bedeutet sie, dass die kürzeste Verbindungslinie zwischen zwei beliebigen Punkten der konvexen Fläche ausschließlich Elemente des komplexen Körpers beinhaltet. Jede (Teil-)Oberfläche eines konvexen Körpers ist ebenfalls eine konvexe Fläche und umgekehrt ist ein Körper, bei dem jede beliebige Teiloberfläche konvex ist, ein konvexer Körper.